# Bijsk
Bijsk (russisk: Бийск, tr. Bijsk) er den næststørste by i Altaj kraj i Rusland (efter Barnaul). Den ligger ved floden Bija, omkring 130 km sydøst for Barnaul. Bijsk har 183.852 (2021) indbyggere.
Byen blev grundlagt i 1709  som en fæstning efter ordre fra Peter den Store, men efter mindre end et år blev den brændt ned af en nomadisk stamme og derefter genopbygget i 1718. Bijsk mistede gradvis sin rolle som militærbase, men blev et vigtigt handelscenter, og fik byrettigheder i 1782.
Byens industri voksede hurtigt, specielt da fabrikker blev evakueret fra Sovjetunionens vestre dele under 2. verdenskrig. Senere blev den et center for våbenudvikling og produktion, og er stadig et vigtigt industrielt center.
Bijsk har en jernbanestation på den Den transsibiriske jernbane, en flodhavn på Bija-floden, med forbindelse til Ob. Bijsk blev indtil 2009 betjent af Bijsk Lufthavn, den er nu lukket for flyvning og renovering overvejes. Hovedvejen P256 "Tjujskij" (Novosibirsk-Bijsk-Mongoliet) passerer gennem byen.